# Louis Delgrès
Louis Delgrès (Saint-Pierre, Martinica, 2 de agosto de 1766 - Matouba, Guadalupe, 28 de mayo de 1802) fue un militar francés "mulato", oficial de las tropas republicanas que se opuso al restablecimiento de la esclavitud por parte de Napoleón Bonaparte, la cual había sido abolida en 1794 en medio de la Revolución francesa.

## Biografía
Nacido de madre mulata y padre blanco, entra en la milicia en 1783 destacándose como militar. Participa en luchas contra los ingleses por el dominio de las islas, cayendo prisionero. Es liberado en El Havre y vuelve a Guadalupe en 1799. Al llegar al poder en ese mismo año, Napoleón Bonaparte prontamente se dispone a anular la abolición de la esclavitud decretada en 1794 y a someter a las poblaciones negras y mulatas de las Antillas Francesas (Haití, Martinica, Guadalupe, etc.) de gran importancia comercial y estratégica para Francia.

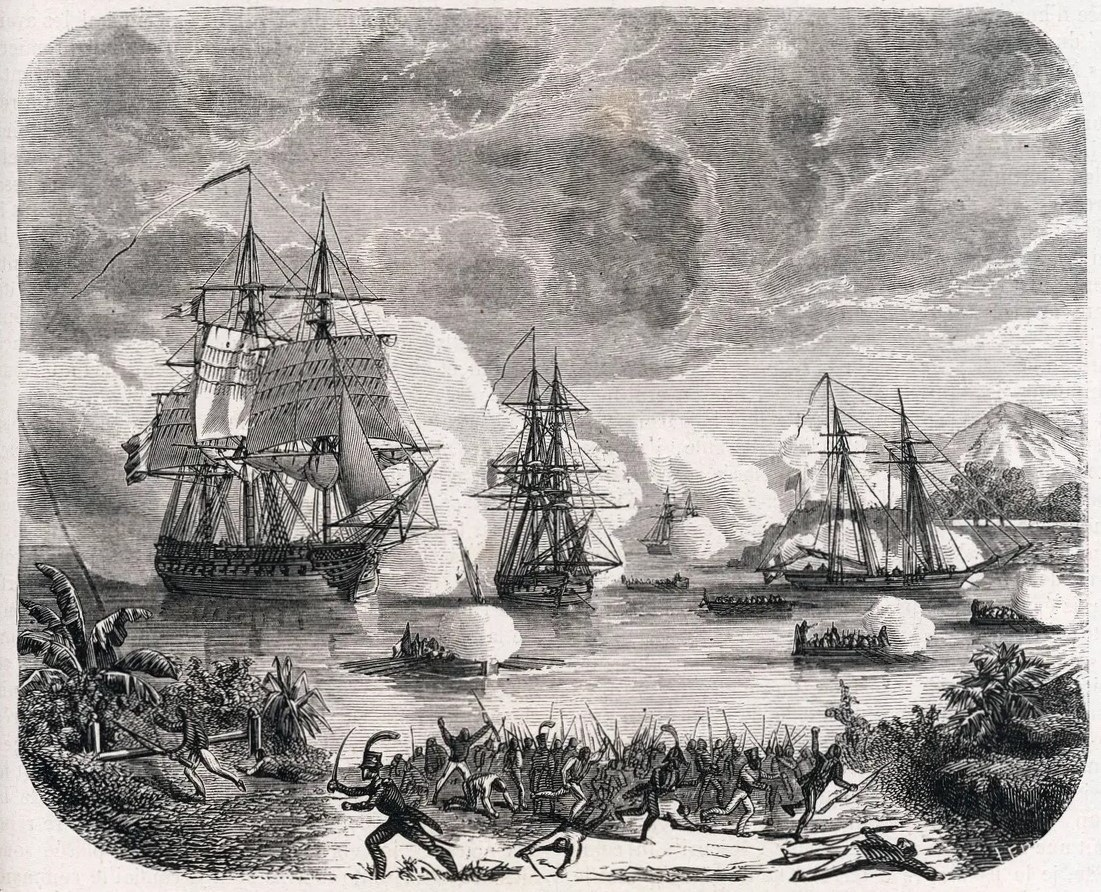
Ataque de las tropas napoleónicas contra los insurgentes en Pointe-à-Pitre, Guadalupe, durante la expedición Richepance de 1802 destinada a restablecer la esclavitud en la isla.

En 1801 Delgrès, junto con oficiales de raza negra, se rebela contra el contralmirante Jean-Baptiste Raymond de Lacrosse por sus medidas racistas. Pero Napoleón manda una gran expedición militar al mando del general Antoine Richepanse con el encargo de aniquilar a los rebeldes. Acorralado por las tropas francesas prefiere morir por mano propia junto a sus hombres mediante una explosión en Matouba, Saint-Claude (Guadalupe) el 28 de mayo de 1802.